# NGC 6707
NGC 6707 је спирална галаксија у сазвежђу Телескоп која се налази на NGC листи објеката дубоког неба.
Деклинација објекта је - 53° 49' 9" а ректасцензија 18h 55m 21,9s. Привидна величина (магнитуда) објекта NGC 6707 износи 12,6 а фотографска магнитуда 13,3. Налази се на удаљености од 32,935 милиона парсека од Сунца. NGC 6707 је још познат и под ознакама ESO 183-25, AM 1851-535, IRAS 18512-5352, PGC 62563.